# Morenglos
Morenglos es un despoblado en el término municipal de Alcolea de las Peñas (Guadalajara, España). Se encuentra en el valle del río de los Regachales, entre los altos de Barahona y la sierra Gorda y cerca de la carretera CM-101. Tan solo quedan los restos de la torre de la iglesia, tumbas de un antiguo cementerio y algunas cuevas.

## Historia

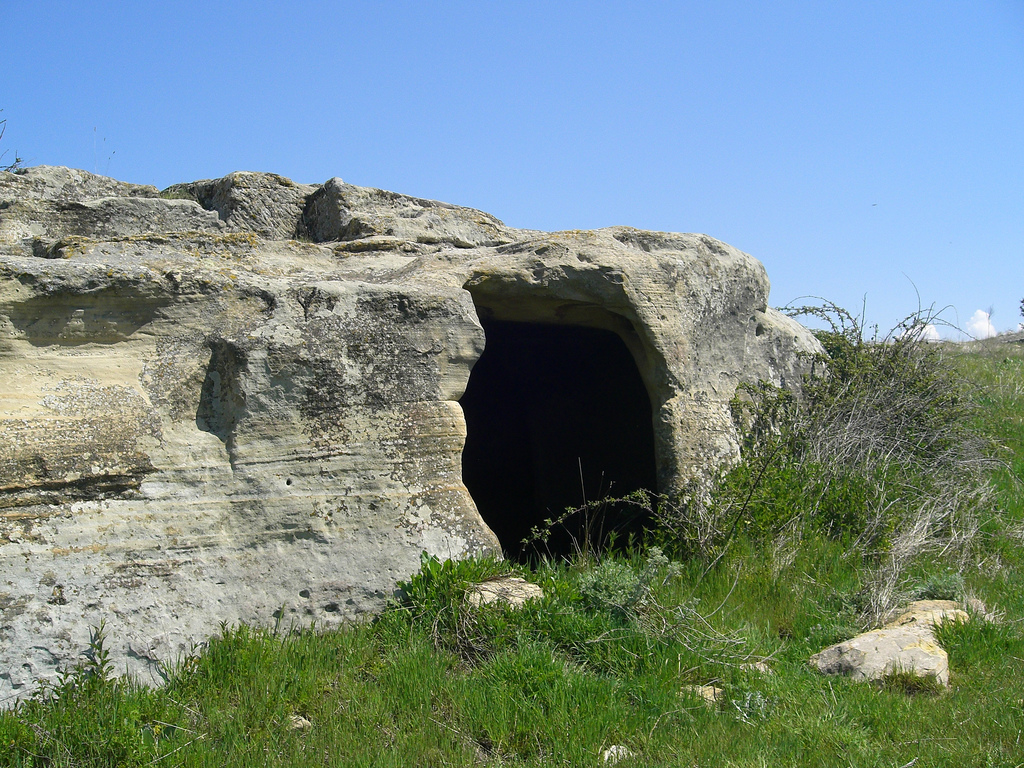
Ermitorio de Morenglos excavado en la roca.

La primera referencia acerca de Morenglos data del siglo XIII en una relación de poblaciones del alfoz de Atienza. Ya en el siglo XIV aparece en varios censos parroquiales del obispado de Sigüenza y desaparece en los siguientes, por lo que es posible que por aquella época fuese cuando quedase despoblado. 
En el siglo XVII los restos de su iglesia fueron usados para la construcción de la iglesia de San Juan del Mercado de Atienza ante la falta de piedra de calidad en la zona para finalizarla.

## Urbanismo
Los restos de Morenglos presentan dos zonas diferenciadas. Por un lado, un risco situado más al este sobre el que se asientan los restos de la iglesia y varias tumbas excavadas en la roca. Por otro lado, bajo la roca donde se asienta la iglesia y a cien metros al oeste, hay una serie de restos de construcciones y aljibes así como cuevas que debían servir de viviendas, ermitorio, otro tipo de pequeños y simples edificios.